# 奧西歐拉縣 (密歇根州)
奧西歐拉縣（英語：Osceola County）是美國密歇根州中西部的一個縣。面積1,484平方公里。根據美國2000年人口普查，共有人口23,197。縣治里德城 (Reed City)。
成立於1840年4月1日。縣名紀念塞米諾爾人領袖奧西歐拉。